# اسکار کاسانواس
اسکار کاسانواس (انگلیسی: Oscar Casanovas; ۱۵ مهٔ ۱۹۱۴ – ۱ ژانویهٔ ۱۹۸۷) بوکسور اهل آرژانتین بود.